# Pačir

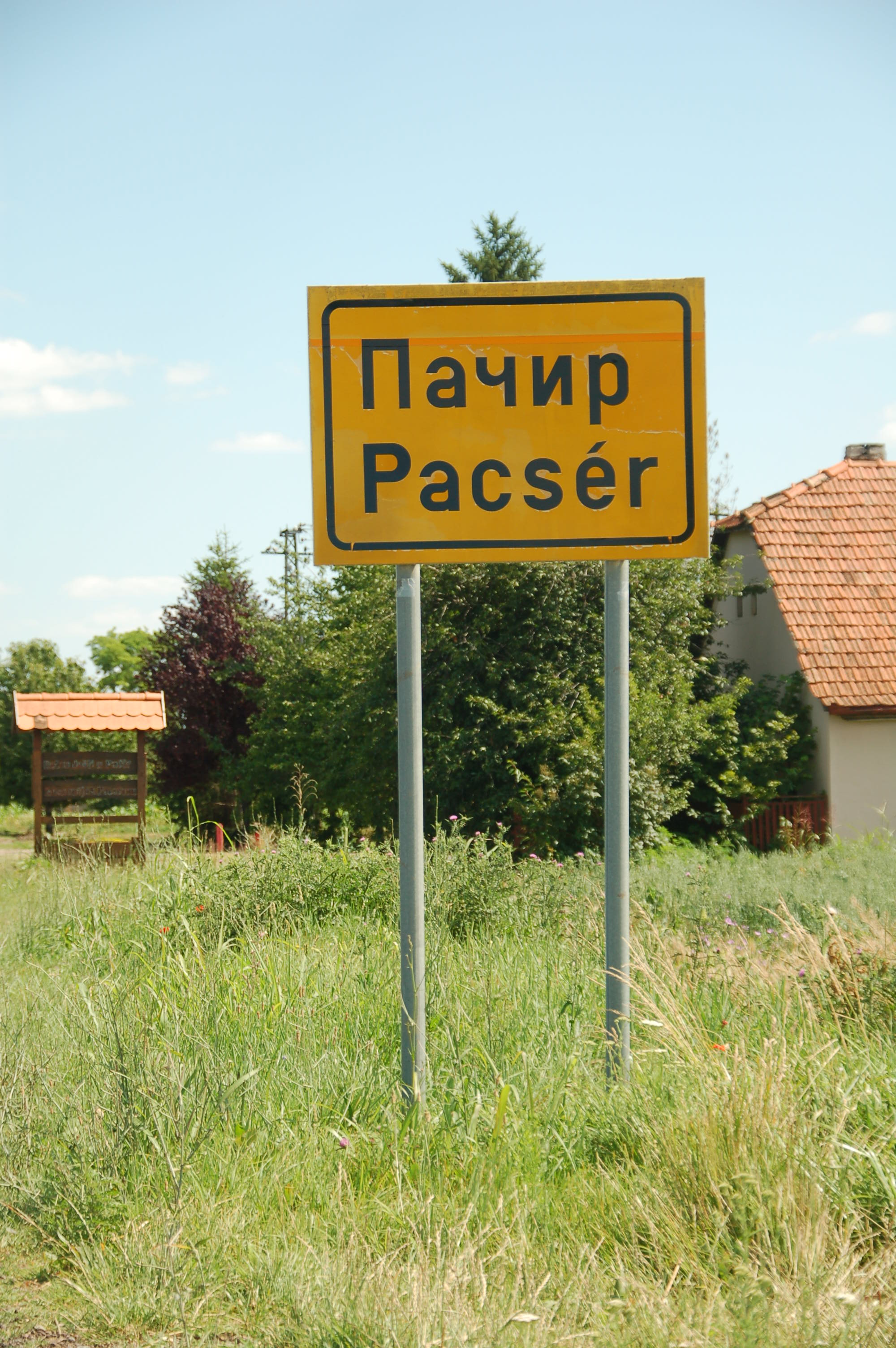
Pacsèr helynév jel, Pacir Ortstafel, place-name sign

Pačir (en serbe cyrillique : Пачир ; en hongrois : Pacsér) est une localité de Serbie située dans la province autonome de Voïvodine. Elle fait partie de la municipalité de Bačka Topola dans le district de Bačka septentrionale. Au recensement de 2011, elle comptait 2 585 habitants.
Pačir est officiellement classé parmi les villages de Serbie.

## Démographie

### Évolution historique de la population
| 1948  | 1953  | 1961  | 1971  | 1981  | 1991  | 2002  | 2011  |
| ----- | ----- | ----- | ----- | ----- | ----- | ----- | ----- |
| 4 907 | 4 806 | 4 754 | 4 189 | 3 871 | 3 309 | 2 948 | 2 585 |

|  |

## Personnalités
- Sava Mandić, écrivain
- Đorđe Cvetićanin, joueur de football américain